# Mazzettiite
La mazzettiite è un minerale.